# 2017년 8월
| 2017년: 1월 · 2월 · 3월 · 4월 · 5월 · 6월 · 7월 · 8월 · 9월 · 10월 · 11월 · 12월 |

| \| 2017년 8월 1일 (화요일) \| \| 편집 \| |  |      |
| 정치 - 뉴질랜드 노동당의 새 대표로 저신다 아던이 선출되었다. 전임자 앤드루 리틀(Andrew Little) 대표가 의원 총회를 직전 사임을 발표하였고, 부대표인 아던이 새 대표로 선출되었다. 경제 - 남아메리카 경제공동체 메르코수르(Mercosur)가 베네수엘라를 퇴출하는 등의 제재를 검토하고 있다. 알로이지우 누네스(Aloysio Nunes) 브라질 외교장관은 마두로 대통령이 선거 강행과 관련한 중재 제의를 거부했다고 밝히며, 브라질·아르헨티나·파라과이·우루과이 등 4개 회원국이 퇴출을 포함한 베네수엘라 제재 방안에 대해 협의가 이루어졌음을 확인하였다. 지난 7월 30일 니콜라스 마두로 베네수엘라 대통령은 국제사회의 경고에도 불구하고, 제헌의회 선거를 강행하였다. |  |      |
| 2017년 8월 1일 (화요일) |  | 편집 |

| 2017년 8월 1일 (화요일) |  | 편집 |

| \| 2017년 8월 2일 (수요일) \| \| 편집 \| |  |      |
| 국제 관계 - 도널드 트럼프 미국 대통령이 백악관에서 북한, 러시아, 이란을 묶어 새로운 제재를 가하는 법안에 서명했다고 밝혔다. 한편, 트럼프 대통령은 서명하긴 했으나, 대(對) 러시아 제재의 완화는 시 의회의 동의를 받아야 하는 등의 내용은 위헌 조항이라며 비판하였다. 법과 범죄 - 브라질 연방 하원 전체 투표에서 미셰우 테메르 브라질 대통령의 재판 회부 안건이 부결되었다. 지난 7월 13일에도 연방 하원의 사법위원회의 재판 회부 의견서 채택 표결이 부결(반대 40, 찬성 25, 기권 1)된 바 있다. 테메르 대통령은 지난 6월 27일 부패 혐의로 기소(起訴)되었다. |  |      |
| 2017년 8월 2일 (수요일) |  | 편집 |

| 2017년 8월 2일 (수요일) |  | 편집 |

| \| 2017년 8월 3일 (목요일) \| \| 편집 \| |  |      |
| 정치 - 일본의 차기 외무대신으로 고노 다로(河野太郎)가 내정되었다. 고노 다로는 중의원(7선)으로, 2015년 아베 내각의 행정개혁담당상 겸 국가공안위원장으로 입각하기도 하였다. 고노 담화를 발표한 고노 요헤이의 장남이다. - 로드리고 두테르테 필리핀 대통령이 민다나오섬의 테러 세력 진압을 위한 군경(軍警) 증원 예산을 의회에 요청하였다. 민다나오섬은 지난 5월 테러 세력을 진압하기 위해 계엄령이 발동되었으며, 7월 22일 계엄 기간이 연말까지 연장되었다. 스포츠 - 브라질의 축구 선수인 네이마르가 역대 최고 이적료 2억 2200만 유로를 기록하며 파리 생제르맹으로 이적하였다. |  |      |
| 2017년 8월 3일 (목요일) |  | 편집 |

| 2017년 8월 3일 (목요일) |  | 편집 |

| \| 2017년 8월 4일 (금요일) \| \| 편집 \|                                                                                               |  |      |
| 사고 - 아랍에미리트의 고층 빌딩 더 마리나 토치(The Marina Torch)에 화재가 발생하였다. 해당 건축물은 지난 2015년에도 화재가 발생했었다. |  |      |
| 2017년 8월 4일 (금요일) |  | 편집 |

| 2017년 8월 4일 (금요일) |  | 편집 |

| \| 2017년 8월 5일 (토요일) \| \| 편집 \| |  |      |
| 국제 관계 - 새로운 대북 제재에 관련한 유엔 안전보장이사회(안보리)의 결의안 제2371호가 만장일치로 채택되었다. 결의안은 석탄 등의 주요 광물 및 수산물의 수출 전면 금지와 신규 해외 노동자 송출 차단을 담고 있다. 중국과 러시아를 비롯한 15개 이사국 모두가 찬성하였다. 정치 - 르완다 선거 당국이 4일 치러진 대통령선거에서 폴 카가메 현(現) 대통령의 당선이 확정되었다고 밝혔다. 카가메 대통령은 2000년 간선을 통해 대통령에 취임하였으며, 2003년, 2010년 대통령선거에서 승리하였다. 르완다는 지난 2015년 카가메의 3선 허용과 대통령의 임기를 5년 중임제로 하는 것을 주 내용으로 헌법 개정을 하였다. 이에 따라 카가메 대통령은 2024년 개정 헌법이 발효되면, 5년 임기 대통령 선거에 두 차례 더 출마할 수 있다. - 인도의 부통령선거에서 벵카이아 나이두(Muppavarapu Venkaiah Naidu)가 당선되었다. 나이두 당선자는 모하마드 하미드 안사리(Mohammad Hamid Ansari) 부통령의 임기가 끝나는 8월 11일부터 부통령직을 수행하게된다. |  |      |
| 2017년 8월 5일 (토요일) |  | 편집 |

| 2017년 8월 5일 (토요일) |  | 편집 |

| \| 2017년 8월 6일 (일요일) \| \| 편집 \| |  |      |
| 스포츠 - 김인경이 메이저 대회인 위민스 브리티시 오픈에서 18 언더파로 우승하였다. 사고 - V-22 오스프리 1기가 오스트레일리아 동부 해상에서 훈련을 하던 중 추락하는 사고가 발생하였다. 사고기는 일본 오키나와에 주둔하고 있는 미국 해병대에 소속의 수직이착륙기로 탑승자 26명 중 23명은 추락 직후 구조되었으나, 3명은 실종되었다. 재해 - 제5호 태풍 노루가 북상하면서 일본 규슈지방에서 2명이 사망하고 10명이 부상을 입는 등 인명 피해가 발생하였다. 또한 가고시마현과 미야자키현의 1만5500여가구의 전기 공급이 끊기기도 하였다. |  |      |
| 2017년 8월 6일 (일요일) |  | 편집 |

| 2017년 8월 6일 (일요일) |  | 편집 |

| \| 2017년 8월 7일 (월요일) \| \| 편집 \| |  |      |
| 정치 - 모리타니의 국민투표에서 상원 폐지가 결정되었다. 투표율 53.73%에 찬성률 85%를 기록하였다. 모리타니 상원은 지난 3월 모하메드 울드 압델 아지즈 대통령의 임기 제한을 폐지하는 헌법 수정안을 부결시킨 바가 있다. 아지즈 대통령은 2008년 쿠데타로 권력을 잡았으며, 2009년과 2014년에 실시된 대통령 선거에서 당선되었다. 보건 - 지난달 20일 벨기에 당국의 확인으로 시작된 '살충제 달걀' 사태가 유럽 각지로 확산되고있다. 각국에서 달걀 회수가 진행 중인 가운데, 독일 당국이 정식 수사를 시작했다고 밝혔다. 네덜란드와 벨기에에서는 이미 관련 수사가 진행 중이다. 문제의 달걀은 프랑스로도 공급된 것으로 확인되었으며, 이미 30만 마리를 살처분한 네덜란드 당국은 추가로 수 백만 마리의 살처분이 필요할 수도 있다고 밝혔다. 재해 - 제5호 태풍 노루가 일본에 상륙해 하루 새 500mm의 기록적인 폭우를 뿌렸다. 태풍은 일본 열도를 느린 속도로 관통 중이며, 이로 인하여 큰 피해가 예상되고 있다. 부고 - 미국 메이저 리그 베이스볼의 선수이자 코치, 감독으로 활동한 돈 베일러가 68세를 일기로 숨졌다. |  |      |
| 2017년 8월 7일 (월요일) |  | 편집 |

| 2017년 8월 7일 (월요일) |  | 편집 |

| \| 2017년 8월 8일 (화요일) \| \| 편집 \| |  |      |
| 재해 - 중화인민공화국 쓰촨성(四川省) 푸거현에서 폭우로 인한 산사태가 발생하였다. 푸거현 당국은 산사태로 23명이 사망하고 2명이 실종되었다고 확인하였다. - 2017년 주자이거우 지진: 중화인민공화국 쓰촨성 주자이거우현 일대에서 규모 6.5의 강진이 발생해 24명이 사망하였다. 재난 당국은 지진으로 주택 13만채가 파손되고, 부상자는 493명에 이른다고 밝혔다. 정치 - 제이컵 주마 남아프리카공화국의 대통령에 대한 불신임 투표가 부결되었다. 주마 대통령의 부패와 정경유착 의혹에 따른 탄핵 내지 불신임 투표는 이번이 여덟 번째이다. - 케냐에서 대통령 선거가 실시되었다. 유력 후보로는 우후루 케냐타 현 대통령과 야권연합의 라일라 오딩가(Raila Odinga) 후보 등이 있다. 부고 - 미국의 가수 글렌 캠벨이 81세를 일기로 숨졌다. 캠벨은 1969년 그래미상 '올해의 앨범상'을 수상하는 등 1960년대 후반에서 1970년에 걸쳐 큰 인기를 얻었다. |  |      |
| 2017년 8월 8일 (화요일) |  | 편집 |

| 2017년 8월 8일 (화요일) |  | 편집 |

| \| 2017년 8월 9일 (수요일) \| \| 편집 \| |  |      |
| 무력 충돌·공격 - 프랑스 파리의 르발루아페레에서 군인을 향해 차량을 돌진한 테러가 발생하였다. 이로 인하여 6명이 부상을 입었으며, 이 중 3명은 중상이다. 경찰은 총격전을 벌인 끝에 노르망디의 마르퀴즈 인근에서 30대 용의자를 체포하였다. 사고 - 대한민국 대전광역시의 동구 정동 중앙시장에서 화재가 발생하였다. 이로 인하여 가게 13 곳이 불에 타는 피해가 발생하였다. 부고 - 저우이빙(周衣冰) 전 베이징 군구 사령원(사령관)이 95세를 일기로 숨졌다. 저우이빙은 1989년 톈안먼 사건 당시 계엄부대의 유혈 진압을 지휘하였던 인물이다. |  |      |
| 2017년 8월 9일 (수요일) |  | 편집 |

| 2017년 8월 9일 (수요일) |  | 편집 |

| \| 2017년 8월 10일 (목요일) \| \| 편집 \| |  |      |
| 국제 관계 - 유럽 연합(EU)이 지난 5일 통과된 유엔안전보장이사회 결의안 제2371호와 관련, 조선민주주의인민공화국과 연관된 4개 단체와 9명의 개인을 대북제재 명단에 추가하였다고 밝혔다. 이에 따라 유럽 연합의 안보리 결의안 관련 대북제재 대상은, 단체 50곳과 개인 62명으로 각각 늘어났다. 한편, 유럽 연합은 독자적으로 조선민주주의인민공화국 국적자 41명과 단체 7개를 제재하고 있다. 사고 - 중화인민공화국 산시성 안캉 시의 징쿤 고속공로에서 한 터널에서 대형 버스가 터널입구를 들이박는 사고가 발생했다. 이로인해 36명이 숨지고, 13명이 다쳤다. 재해 - 미국 루이지애나주(州)의 뉴올리언스 곳곳이 주말부터 이어진 폭우로 침수 피해를 입었다. 게다가 배수 펌프 고장이 겹치면서 피해를 키웠다. 뉴올리언스는 도시 대부분이 해수면보다 낮은 저지대로, 지난 2005년 허리케인 카트리나로 인하여 도시의 약 80%가 침수 피해를 입은 바 있다. |  |      |
| 2017년 8월 10일 (목요일) |  | 편집 |

| 2017년 8월 10일 (목요일) |  | 편집 |

| \| 2017년 8월 11일 (금요일) \| \| 편집 \| |  |      |
| 스포츠 - 국제올림픽위원회(IOC) 집행위원회는 이건희 삼성 회장의 올림픽위원회 위원직 사퇴를 공식 발표하였다. 집행위원회는 이건희 위원의 가족 요청에 따른 것이라 밝혔다. 이건희 삼성 회장은 지난 1996년 부터, 21년간 국제올림픽 위원회 위원으로 재직해왔다. 사고 - 이집트 북부의 도시 알렉산드리아에서 열차 두 대가 정면 충돌하는 사고가 발생해 최소 36명이 숨지고, 55명이 부상을 입었다. 부고 - 세계 최고령 남성인 이스라엘 크리스탈(Yisrael Kristal)이 113세를 일기로 이스라엘 북부의 도시 하이파에서 숨졌다. 1903년 생인 크리스탈은 생전에 홀로코스트를 겪기도 하였으며, 지난 2016년 세계 최고령 남성으로 기네스 세계 기록에 올랐었다. |  |      |
| 2017년 8월 11일 (금요일) |  | 편집 |

| 2017년 8월 11일 (금요일) |  | 편집 |

| \| 2017년 8월 12일 (토요일) \| \| 편집 \| |  |      |
| 국제 관계 - 조선민주주의인민공화국 로동신문은 지난 7일 유엔안전보장이사회의 결의안 제2371호와 관련하여, 이후 사흘간 347만 5천여 명이 조선인민군 입대 및 재입대를 탄원하였다고 보도하였다. 결의안 통과 이후 조선민주주의인민공화국에서는 정부 성명 및 각종 궐기(蹶起) 집회 보도, 괌 포위 사격 발언 등을 잇달아 내놓고 있다. 사회 - 미국의 버지니아주(州) 샬러츠빌에서 백인 우월주의 극우 시위와 관련하여, 최소 3명 사망하고 35명이 부상을 입었다. 이번 시위는 시의회가 이멘서페이션 파크(Emancipation Park)에 있는 로버트 E. 리 장군 동상을 철거하기로 결정한데서 촉발되었으며, 극우시위대는 최대 6천여 명까지 늘어나기도 하였다. 로버트 E. 리 장군은 남북전쟁 당시 총사령관으로 남부연합의 군(軍)을 지휘한 인물이다. 재해 - 지난 25일부터 계속된 비로 인해 네팔과 인도 북부 지역에 홍수가 발생하였다. 네팔 전역에서 최소 77명이 숨졌으며, 인도 비하르 주와 아삼 주에서도 최소 43명이 이번 홍수로 숨졌다. |  |      |
| 2017년 8월 12일 (토요일) |  | 편집 |

| 2017년 8월 12일 (토요일) |  | 편집 |

| \| 2017년 8월 13일 (일요일) \| \| 편집 \|                                  |  |      |
| 재해 - 인도네시아 수마트라섬 남부에서 모멘트 규모 6.5의 지진이 발생하였다. |  |      |
| 2017년 8월 13일 (일요일)                                                   |  | 편집 |

| 2017년 8월 13일 (일요일) |  | 편집 |

| \| 2017년 8월 14일 (월요일) \| \| 편집 \| |  |      |
| 경제 - 대한민국 공정거래위원회가 기업집단국 등의 신설 및 조직 개편을 입법예고(立法豫告)하였다. 기업집단국은 2019년 9월 30일까지 한시 조직으로 운영되며, 대기업 집단 관련 업무를 전담할 예정이다. 재해 - 서아프리카 시에라리온 수도 프리타운 남쪽 리젠트(Regent) 지역에서 대규모 산사태가 일어나 300여 명이 숨지고, 수천 명의 이재민이 발생하였다. 어니스트 바이 코로마 시에라리온 대통령은 국제 사회의 긴급 구호를 요청하였다. |  |      |
| 2017년 8월 14일 (월요일) |  | 편집 |

| 2017년 8월 14일 (월요일) |  | 편집 |

| \| 2017년 8월 15일 (화요일) \| \| 편집 \| |  |      |
| 사회 - 대한민국 농식품 당국이 전국 산란계 농장의 달걀 출하를 금지하였다. 표본 검사에서 문제가 된 성분은 '피프로닐'으로, 최근 유럽의 살충제 달걀 파동에서 검출된 성분과 동일하다. 당국은 대규모 농장에 대한 전수조사(全數調査)를 할 예정이다. 사고 - 포르투갈 마데이라 의 푼샬에서 종교 행사 도중 나무가 쓰러져 최소 12명이 숨지고, 50명 이상이 다쳤다. |  |      |
| 2017년 8월 15일 (화요일) |  | 편집 |

| 2017년 8월 15일 (화요일) |  | 편집 |

| \| 2017년 8월 16일 (수요일) \| \| 편집 \| |  |      |
| 재해 - 지난 14일 발생한 시에라리온 리젠트(Regent) 지역의 산사태 사망자가 400여 명에 이르는 것으로 보인다. 모든 시에라리온 국기는 오늘부터 8월 22일까지 조기(弔旗)로 게양하여 희생자를 추모한다. 이는 15일 어니스트 바이 코로마 대통령의 국가 애도 기간 선포에 따른 것이다. - 캐나다 브리티시컬럼비아 주의 산불 피해가 역대 최대 규모로, 지난 1958년 기록된 8,560 km2(제곱킬로미터)를 넘어섰다. 주 당국은 지난 4월부터 이달까지 1,026건의 산불이 발생해 임야 8,950 km2가 불탔다고 밝혔다. |  |      |
| 2017년 8월 16일 (수요일) |  | 편집 |

| 2017년 8월 16일 (수요일) |  | 편집 |

| \| 2017년 8월 17일 (목요일) \| \| 편집 \| |  |      |
| 무력 충돌·공격 - 스페인 바로셀로나에서 승합차를 이용한 차량 돌진 테러가 발생하였다. 이로 인하여 최소 13명이 숨졌으며, 100여 명이 부상을 입었다. 경찰은 용의자 2명을 체포하였으며, 실제 차량을 운전한 핵심 용의자를 쫓고 있다. |  |      |
| 2017년 8월 17일 (목요일) |  | 편집 |

| 2017년 8월 17일 (목요일) |  | 편집 |

| \| 2017년 8월 18일 (금요일) \| \| 편집 \| |  |      |
| 무력 충돌·공격 - 스페인의 캄브릴스에서 차량을 이용한 테러가 발생하였다. 전날 벌어진 바르셀로나 차량 테러와 연계된 것으로 보이며, 1명이 숨지고, 6명이 부상을 입었다. 경제 - 스탠더드 앤드 푸어스(S&P)가 대한민국의 국가신용등급(장기 'AA', 단기 ‘A-1+’) 및 등급 전망(안정적)을 유지한다고 밝혔다. 최근 조선민주주의인민공화국 미사일 발사 등으로 긴장이 고조되었으나, 직접적으로 무력충돌할 가능성은 작다고 평가하였다. 사고 - 대한민국 철원군의 한 부대에서 원인불명의 K9 자주포 내부 폭발 사고가 발생하여 1명이 숨지고, 6명이 부상을 입었다. - 베트남 카인호아 성에서 불발탄이 터지는 사고로 일가족 6명이 숨졌다. 고철로 팔기 위해 불발탄을 해체하던 중 사고가 발생한 것으로 알려졌다. 베트남 전역에는 약 80만 톤의 불발탄이 있는 것으로 추정된다. |  |      |
| 2017년 8월 18일 (금요일) |  | 편집 |

| 2017년 8월 18일 (금요일) |  | 편집 |

| \| 2017년 8월 19일 (토요일) \| \| 편집 \| |  |      |
| 무력 충돌·공격 - 스페인 경찰은 2017년 카탈루냐 테러와 관련하여, 8월 16일 알카나르(Alcanar)에서 한 주택에서 일어난 폭발 사고는 테러에 쓰일 폭발물을 제조하던 중 발생한 사고라고 밝혔다. 바르셀로나 차량 테러 용의자 중 하나가 당시의 부상자인 것으로 확인되었다. 경제 - 인도의 IT기업 인포시스의 최고경영자 비샬 시카(Vishal Sikka)가 갑작스러운 사임을 발표하며, 창업자 중 한 명인 무르티(N. R. Narayana Murthy)와의 불화를 이유로 들었다. 이로 인하여 회사의 주식 가격은 하루 새 약 9.6%가 하락하였고, 회사는 20억 달러(2조 2,830억 원) 규모의 자사주 매입 계획이 승인되었다고 밝히며, 주가 방어에 나섰다. 사회 - 중화인민공화국 쿤밍 시의 국제공항을 이륙한 비행기에 폭탄이 설치되었다는 신고로 해당 항공편이 긴급 회항하는 소동이 벌어졌다. 정밀수색 결과 폭탄은 발견되지 않았으며, 공안은 해당 비행기를 놓친 30대 남자의 허위 신고로 조사되었다고 밝혔다. 한편, 비행기가 회항하면서 약 34만 위안(한화 약 5,780만 원)의 경제손실이 발생하였다. 사고 - 전날 대한민국 철원군의 한 부대에서 발생한 K9 자주포 내부폭발사고로 중상을 입었던 장병 한 명이 추가로 숨졌다. 사고로 인한 사망자는 2명으로 늘었으며, 부상자 5명은 계속하여 국군수도병원에서 치료 중이다. 부고 - 영국의 작가 브라이언 올디스가 92세를 일기로 숨졌다. |  |      |
| 2017년 8월 19일 (토요일) |  | 편집 |

| 2017년 8월 19일 (토요일) |  | 편집 |

| \| 2017년 8월 20일 (일요일) \| \| 편집 \| |  |      |
| 사고 - 대한민국 창원의 STX조선해양 조선소에서 폭발 사고가 발생하였다. 이 사고로 근로자 4명이 숨졌다. 노동 당국은 사고 발생 조선소에 대하여 전면작업중지를 명령하였으며, 안전 확보시까지 작업 재개를 허용하지 않겠다고 밝혔다. |  |      |
| 2017년 8월 20일 (일요일) |  | 편집 |

| 2017년 8월 20일 (일요일) |  | 편집 |

| \| 2017년 8월 21일 (월요일) \| \| 편집 \| |  |      |
| 군사 - 도널드 트럼프 미국 대통령이 아프가니스탄에 추가 병력의 파병과 공격을 시사하였다. 미국은 지난 2001년부터 아프가니스탄 전쟁을 수행 중이다. 과학 - 미국에서 99년만에 개기일식이 관측되었다. 일식의 동선은 오리건주에서 사우스캐롤라이나주에 걸쳐 진행되었다. 미국 전역을 관통하는 마지막 개기일식은 지난 1918년 6월 8일 이었으며, 당시 워싱턴주에서 부터 플로리다주까지 일식이 관측되었다. 법과 범죄 - 스페인 경찰이 바로셀로나 테러 당시 차량을 운전한 주범 유네스 아부야쿱(Younes Abouyaaqoub)을 5일간의 추적끝에 사살했다. 다른 조직원은 모두 사건 이후에 사살 또는 체포되었으며, 아부야쿱은 테러 조직원 12명 가운데 마지막까지 잡히지 않았던 인물이다. 사고 - 프랑스 마르세유에서 차량 돌진 사고가 발생하여 한 명이 숨지고, 한 명이 부상을 입었다. 수사 당국은 용의자가 2017년 바르셀로나 테러를 모방하여 저지른 사고로 추정하고 있다. - 미국의 이지스함인 USS 존 S. 매케인이 싱가포르 동부의 믈라카 해협에서 라이베리아 선적 유조선과 충돌하는 사고가 발생했다. 미국 제7함대는 승조원 10명이 실종되고 5명이 부상을 입었다고 밝혔다. 재해 - 이탈리아 이스키아섬에서 지진이 발생해 2명이 숨지고, 최소 39명이 부상을 입었다. |  |      |
| 2017년 8월 21일 (월요일) |  | 편집 |

| 2017년 8월 21일 (월요일) |  | 편집 |

| \| 2017년 8월 22일 (화요일) \| \| 편집 \| |  |      |
| 법과 범죄 - 인도 대법원(Supreme Court of India)이 탈라크(Talaq)를 세 번 외쳐 이혼(離婚)하는 '트리플 탈라크'가 헌법 제14조를 위반해 여성의 기본권을 침해한다고 결정하였다. 탈라크는 아랍어로 이혼을 뜻한다. |  |      |
| 2017년 8월 22일 (화요일) |  | 편집 |

| 2017년 8월 22일 (화요일) |  | 편집 |

| \| 2017년 8월 23일 (수요일) \| \| 편집 \| |  |      |
| 정치 - 앙골라에서 의회의 의원 220명을 뽑기 위한 선거가 치러졌다. 앙골라의 대통령은 의회의 간선제를 통해 선출되게 되는데, 39년간 집권해온 조제 에두아르두 두스산투스 현 대통령이 지난 2월 대선 불출마를 선언함에 따라, 의회는 이후 새로운 대통령을 선출한다. 차기 대통령으로는 앙골라 해방인민운동(MPLA) 소속의 국방장관 출신 호아오 로렌코(João Lourenço)가 유력하다. 재해 - 제13호 태풍 하토가 홍콩과 마카오를 강타하였다. 태풍으로 최소 4명이 숨지고, 2명이 실종되었다. 홍콩 국제공항의 여객기 400편이 취소되었으며, 각급 학교는 휴교하고, 전차와 버스 등도 운행을 중단하였다. 앞서 홍콩 기상청(香港天文台)은 태풍 경보 8호를 10호(시그널 10)로 상향 발령하였다. 하토는 순간 최대 풍속이 133km/h에 달하며, 내륙으로 서북진 중이다. |  |      |
| 2017년 8월 23일 (수요일) |  | 편집 |

| 2017년 8월 23일 (수요일) |  | 편집 |

| \| 2017년 8월 24일 (목요일) \| \| 편집 \| |  |      |
| 법과 범죄 - 필리핀 경찰이 17세 고등학생에게 누명을 씌워 사살했다는 의혹이 불거졌다. 필리핀 경찰은 지난 16일 루손섬 칼로오칸에서 사살된 용의자가 필로폰과 총을 소지하고 있어 총기를 사용했다고 밝혀왔다. 그러나 방송을 통해 공개된 사건 현장의 폐쇄회로 텔레비전(CCTV)에 경찰이 용의자 키안 로이드 델로스 산토스(Kian Loyd delos Santos)를 제압해 끌고가는 모습이 담기는 등 사건 조작 의혹이 제기되었다. 사회 - AP 통신사에서 오는 31일 영국 다이애나 왕세자비의 사망 20주기를 즈음하여 1981년의 다이애나 왕세자비와 찰스 왕세자의 결혼식 영상을 4K 해상도의 고화질 영상으로 복원·공개하였다. AP는 지난해 9월 결혼식 영상 35mm 필름을 보관 중이던 브리티시 무비톤(British Movietone)을 인수하여 고화질화 작업을 시작하였으며, 이번에 공개하는 것이다. 재해 - 제13호 태풍 하토로 인하여 마카오가 침수피해를 입고, 최소 12명이 사망하였다. 광둥성에서는 4명 이상이 숨지는 등 태풍 하토의 강력한 비바람에 피해가 잇다랐다. |  |      |
| 2017년 8월 24일 (목요일) |  | 편집 |

| 2017년 8월 24일 (목요일) |  | 편집 |

| \| 2017년 8월 25일 (금요일) \| \| 편집 \| |  |      |
| 무력 충돌·공격 - 미얀마 서부의 라카인 주에서 발생한 로힝야족 무장 세력의 경찰 초소 급습과 이에 대한 반격으로, 최소 71명이 사망(로힝야족 59명, 순찰대원 12명)하였다. 미얀마 당국은 24개 초소가 습격을 받았으며, 교전 중이라고 밝혔다. 법과 범죄 - 대한민국 법원이 이재용 삼성전자 부회장에게 징역 5년을 선고하였다. 이에 대하여 검사 측은 일부 무죄 판결 부분을 바로잡기 위해, 변호인 측은 유죄가 선고된 부분을 인정할 수 없다며 각각 항소할 것임을 밝혔다. 이재용 부회장은 지난 2월 28일 박근혜-최순실 게이트의 특검에 의해 뇌물죄 혐의로 기소되었었다. 사회 - 대한민국 울진군의 한울원자력발전소 5호기가 원자력안전위원회의 재가동 승인을 밤 11시경 발전을 재개하였다. 5호기는 지난 7월 5일 펌프 이상으로 운전이 중단되고, 정밀 점검에 들어갔었다. 재해 - 허리케인 하비(Harvey)가 미국 텍사스주(州) 남동부에 상륙하였다. 하비는 미국 본토에 상륙한 태풍 중 2005년 카트리나(Katrina) 이후 지난 12년 사이 가장 강력한 허리케인으로 평가되고 있다. 미국 기상청은 폭풍우와 강풍에 의한 피해를 경고하였다. |  |      |
| 2017년 8월 25일 (금요일) |  | 편집 |

| 2017년 8월 25일 (금요일) |  | 편집 |

| \| 2017년 8월 26일 (토요일) \| \| 편집 \| |  |      |
| 군사 - 조선민주주의인민공화국이 동해 상으로 단거리 탄도미사일 세 발을 발사한 것으로 확인되었다. 강원도 안변군의 깃대령 미사일 기지에서 발사된 것으로 추정되며, 대한민국에서 진행 중인 을지 프리덤 가디언에 대한 반발성 무력 시위로 보여진다. 대한민국은 즉각 문재인 대통령의 주재로 국가안전보장회의(NSC) 전체 회의를 소집하였다. 국제 관계 - 중화인민공화국 상무부가 유엔안전보장이사회(안보리)의 대북 제재와 관련하여, 개인이나 기업이 조선민주주의인민공화국과 합작하여 새로운 기업 설립 또는 투자를 금지한다는 내용의 2017년 제47호 공고를 발표하였다. 또한 상무부는 기존 합작 기업의 투자 확대 및 신규 투자도 허가하지 않을 것이라고 덧붙였다. 스포츠 - 복싱 5체급을 석권한 복서 플로이드 메이웨더 주니어가 UFC 2체급을 석권한 코너 맥그리거와의 복싱 경기에서 10라운드 TKO승을 거뒀다. |  |      |
| 2017년 8월 26일 (토요일) |  | 편집 |

| 2017년 8월 26일 (토요일) |  | 편집 |

| \| 2017년 8월 27일 (일요일) \| \| 편집 \| |  |      |
| 정치 - 지미 모랄레스 과테말라 대통령이 유엔 반부패위원회 과테말라 지부(CICIG) 이반 벨라스케스(Iván Velásquez Gómez) 지부장을 추방 명령하였다. 벨라스케스와 과테말라 검찰이 25일 대통령 면책특권 정지를 요청한 가운데 발표된 추방 명령으로, 이에 대하여 모랄레스 대통령은 사법부에 압력 행사·사법처리 방해 등 직권 남용이 추방의 이유라고 설명하였다. 재해 - 미국 텍사스주(州)에 상륙한 허리케인 하비(Harvey)의 기록적인 폭우로 휴스턴의 강이 범람하였다. 하비는 지난 이틀 간 760 mm의 강우량을 기록하였으며, 허리케인으로 인하여 최소 2명이 숨지고, 20여 명이 부상을 입었다. 미국 기상청은 하비가 텍사스 주를 빠져나갈 때까지 최대 1300mm의 강우량을 기록할 것으로 예상하고 있다. |  |      |
| 2017년 8월 27일 (일요일) |  | 편집 |

| 2017년 8월 27일 (일요일) |  | 편집 |

| \| 2017년 8월 28일 (월요일) \| \| 편집 \| |  |      |
| 재해 - 중화인민공화국 구이저우성과 쓰촨성에 산사태가 잇달았다. 제13호 태풍 하토(HATO)로 지반이 약해진 데 이어, 제14호 태풍 파카르(PAKHAR)가 상륙해 폭우 뿌린 것이 원인이다. 구이저우성에서는 최소 28가구가 매몰되었으며, 최소 2명이 숨지고, 25명이 부상을 입었다. 한편 홍콩과 마카오에서도 최소 1명이 숨지고, 70명이 부상을 입었으며, 항공편이 700여편이 취소되거나 지연되었다. |  |      |
| 2017년 8월 28일 (월요일) |  | 편집 |

| 2017년 8월 28일 (월요일) |  | 편집 |

| \| 2017년 8월 29일 (화요일) \| \| 편집 \| |  |      |
| 사회 - 도널드 트럼프 미국 대통령이 텍사스주(州)의 허리케인 하비(Harvey) 피해 지역을 찾았다. 최대 재난 지역 휴스턴이 구호와 복구가 한창인 점을 고려하여 코퍼스크리스티를 방문하였으며, 허리케인 피해 대책을 논의하였다. 한편, 휴스턴에는 29일까지 종전까지 미국 역사상 최대인 1220mm(1978년, 48 인치)를 뛰어넘는 최대 강수량인 1250mm(49.2 인치)의 폭우가 내렸다. - 대한민국의 유제품 가공업체 남양유업의 홈페이지에서 개인정보 100만여 건이 유출된 것으로 확인되었다. 인천광역시지방경찰청 사이버수사대는 지난달 말 유진투자선물을 해킹해 30만 건의 개인정보를 빼낸 혐의로 검거된 해커의 노트북 조사 결과, 해당 업체에서 유출된 것으로 보이는 정보를 비롯하여 총 3300만여 건의 개인정보가 발견되었다고 밝혔다. 사고 - 이집트의 베니수에프 주(州)에서 소형 버스가 다리를 건너던 중 전복(顚覆)·추락하는 사고가 발생하였다. 이로인하여 최소 12명이 숨지고, 42명이 부상을 입었다. |  |      |
| 2017년 8월 29일 (화요일) |  | 편집 |

| 2017년 8월 29일 (화요일) |  | 편집 |

| \| 2017년 8월 30일 (수요일) \| \| 편집 \| |  |      |
| 군사 - 미국 국방부 미사일방어국은 하와이주(州) 카우아이섬에서 발사된 중거리 탄도 미사일(IRBM)을 해군 이지스 구축함 존 폴 존스(USS John Paul Jones, DDG-53)의 신형 SM-6 미사일로 요격하는데 성공하였다고 밝혔다. 법과 범죄 - 대한민국 서울고등법원 형사7부는 국가정보원 여론 조작 사건을 통해 정치개입을 한 혐의로 기소된 원세훈 전(前) 국가정보원장의 파기환송심에서, 징역 4년을 선고하고 법정구속하였다. 사회 - 한국철도시설공단이 동해선 포항-영덕 간 44.1km 구간에 종합시험운행을 위한 열차를 투입하였다. 해당 구간은 동해선 포항-삼척 구간의 1단계 사업으로, 2017년 연말에 개통할 예정이다. |  |      |
| 2017년 8월 30일 (수요일) |  | 편집 |

| 2017년 8월 30일 (수요일) |  | 편집 |

| \| 2017년 8월 31일 (목요일) \| \| 편집 \| |  |      |
| 사회 - 영국 전역에서 다이애나비 20주기 추모 행렬이 이어졌다. 다이애나비는 윌리엄 왕자와 해리 왕자의 친어머니로, 1997년 프랑스 파리에서 자동차 사고로 숨졌다. 사고 - 미국 텍사스주(州) 휴스턴 북동쪽 40km 지점에 있는 프랑스 기업 아케마(Arkema)의 화학공장에서 두 차례의 폭발이 발생했다. 허리케인 하비(Harvey)가 뿌린 폭우로 공장이 침수되며 냉각 장치가 가동을 멈춘 것이 원인으로 보인다. |  |      |
| 2017년 8월 31일 (목요일) |  | 편집 |

| 2017년 8월 31일 (목요일) |  | 편집 |

| <          | 2017년 8월 | 2017년 8월  | 2017년 8월 | 2017년 8월 | 2017년 8월 | >          |
| 일         | 월         | 화          | 수         | 목         | 금         | 토         |
|            |            | 1 6.10 경신 | 2 11 신유  | 3 12 임술  | 4 13 계해  | 5 14 갑자  |
| 6 15 을축  | 7 16 병인  | 8 17 정묘   | 9 18 무진  | 10 19 기사 | 11 20 경오 | 12 21 신미 |
| 13 22 임신 | 14 23 계유 | 15 24 갑술  | 16 25 을해 | 17 26 병자 | 18 27 정축 | 19 28 무인 |
| 20 29 기묘 | 21 30 경진 | 22 7.1 신사 | 23 2 임오  | 24 3 계미  | 25 4 갑신  | 26 5 을유  |
| 27 6 병술  | 28 7 정해  | 29 8 무자   | 30 9 기축  | 31 10 경인 |            |            |

| - 2017년 - 9월 - 8월 - 7월 편집하기 |